# Lo Crestià

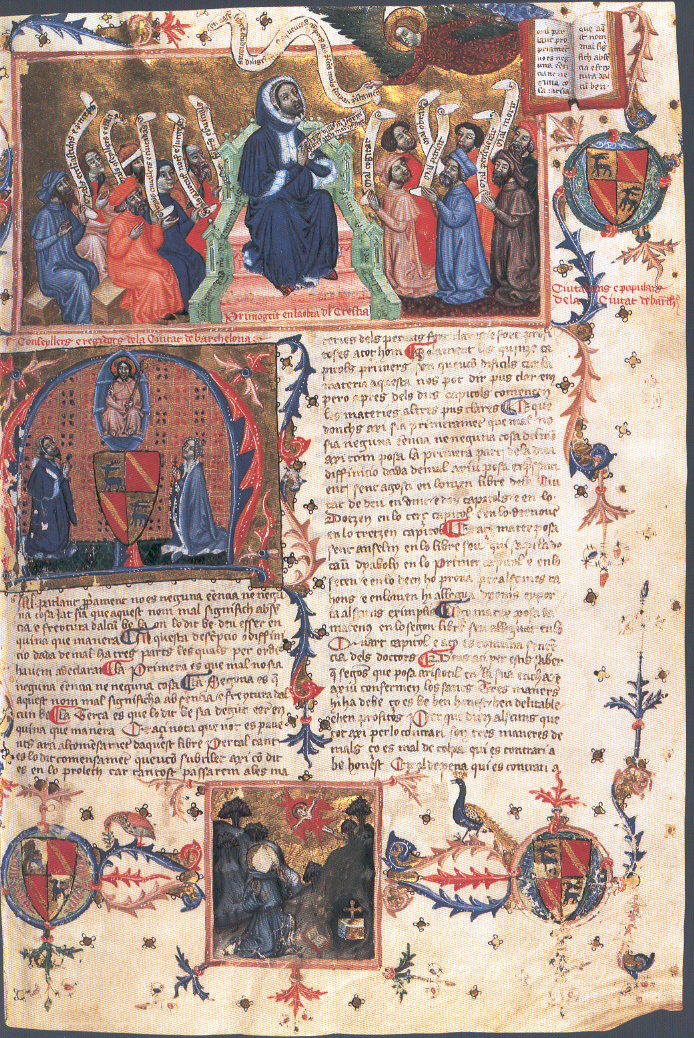
Início do Terç del Crestià segundo o manuscrito 1792 da Biblioteca Nacional da Espanha. Este manuscrito contém os capítulos 1-523 do livro, que tem no total 1060 capítulos.

Lo Crestià (O Cristão) foi uma enciclopédia promovida por Pedro, o Cerimonioso e redigida por Francesc Eiximenis entre 1379 e 1392 em catalão. O primeiro volume e a primeira metade do Dotzè (décimo segundo volume) foram publicadas pelo impressor alemão Lambert Palmart em Valência em 1483 e 1484 respectivamente.
Segundo o estudioso suíço-canadense Curt Wittlin o nome deveria ser Lo Cristià. Inicialmente devia constar de treze volumes que conteriam "sumariamente todo o fundamento do cristianismo", para estimular o estudo da teologia entre os laicos. Hoje pode se dizer que é uma enciclopédia da vida medieval. Lo Crestià é uma obra universal que marca una etapa importante na história da literatura occidental: é a última das grandes sumas teológicas medievais, e é também um dos primeiros grandes escritos da literatura didáctica e teológica europeia que usa uma língua vernácula (o catalão) em vez do latim.

## Plano general
O plano geral da obra aparece no capítulo 4 da introdução a todo Lo Crestià, e é o seguinte:
- O primeiro livro deveria ter sido uma introdução general e apologética ao cristianismo.
- O segundo livro deveria ter tratado da tentação.
- O terceiro livro deveria ter tratado do mal e das diferentes classes de pecados.
- O quarto livro deveria ter tratado da libertade do homem para fazer bem ou mal, e da ajuda que Déus lhe da para fazer bem.
- O quinto livro deveria ter tratado das tres virtudes teologais: Fe, esperança e caridade.
- O sexto livro deveria ter tratado das quatro virtudes cardinais: Prudência, justiça, temperança e fortaleça.
- O sétimo livro deveria ter tratado dos dez mandamentos.
- O oitavo livro deveria ter tratado da ordem das coisas e das criaturas segundo a mentalidade medieval.
- O noveno livro deveria ter tratado da encarnação.
- O décimo livro deveria ter tratado dos sacramentos.
- O décimo primeiro livro deveria ter tratado das diferentes classes do clero.
- O décimo segundo livro deveria ter tratado do governo da comunidade.
- O décimo terceiro livro deveria ter tratado da escatologia e do fim do mundo, e da recompensa ou castigo que as pessoas receberam então segundo a mentalidade medieval.

Desse projeto somente se escreveram os três primeiros livros, dedicados a matérias teológico-morais, e o décimo segundo, que trata do governo da "cosa pública", dos príncipes e dos súditos. No entanto, matérias deviam ser tratadas em outros volumes de Lo Crestià estão disseminadas por outras obras de Francesc Eiximenis.

## Volumes

### Primeiro volume
O primeiro volume, ou Primer del Crestià, foi escrito entre 1379 e 1381, e é uma introdução geral ao cristianismo que inclui uma refutação do islã e do judaísmo. Está dividido em quatro partes de diversa proporção, que formam um conjunto de 376 capítulos, além de cinco capítulos introductórios a todo Lo Crestià. Isto dá um total de 381 capítulos. O interesse do rei Pedro, o Cerimonioso por esta produção foi tão importante que deu ordems de não deixar sair do convento Eiximenis "fins que la dita obra haja perfecció" (até que esta obra tenha perfeição).

### Segundo volume
O segundo volume, ou Segon del Crestià, foi escrito entre 1382 e 1383, e analisa o problema das tentações. Está dividido em duzentos 40 capítulos.

### Terceiro volume
O terceiro volume, ou Terç del Crestià, foi escrito em 1384. Tem um total de 1060 capítulos, compreendidos en doze tratados de diversa proporção, nos quais estuda os conceitos do mal e do pecado. Faz também uma presentação muito detalhada dos sete pecados capitais e dos pecados da língua, ampliando os temas tratados no segundo volume. Este volume inclui o apartado Com usar bé de beure e menjar (Cómo usar bem de beber e comer) que, mesmo se não inclui receitas, pode se usar como uma guia para conhecer tudo o que rodeava a gastronomia de aquele tempo, incluindo o serviço na mesa, o protocolo e as normas morais aplicadas à mesa.

### Décimo segundo volume
O décimo segundo volume, ou Dotzè del Crestià, escrito entre 1385 e 1392, é um tratado, que suma novecentos sete capítulos, distribuídos em oito partes onde se estudam os princípios fundamentais do governo das cidades e das comunidades.

## Edições digitais deLo Crestià
Manuscritos
- Primeira metade (capítulos 1-523) do Terç del Crestià (BNC, ms. 457).

Incunábulos
- Primer del Crestià (Valência, Lambert Palmart, 1483)
- Primeira metade (Capítulos 1-473) do Dotzè del Crestià (Valência, Lambert Palmart, 1484).

Lo Crestià dentro das obras completas on line
- Obras completas de Francesc Eiximenis (em catalão e em latim)